# 中臣御食子
中臣御食子（？—？），又名中臣彌氣（中臣 彌気）、中臣美氣古（中臣 美気古），是日本飛鳥時代的貴族，藤原氏、中臣氏的祖先，冠位小德。

## 生平
推古天皇三十六年（628年），推古天皇駕崩時，中臣御食子支持蘇我蝦夷和阿倍內麻呂一同推舉田村皇子（即舒明天皇）繼任天皇。
中臣御食子其他事蹟不明，皇極天皇三年（644年）兒子藤原鎌足推辭任職神祇伯，原因就是御食子生前曾擔任同一職務。此外，他有可能被分配到東國擔任鹿島神宮的神官。

## 家庭
除另外註明外，基本參照《尊卑分脈》記載。
- 父：中臣可多能祜（日语：中臣可多能祜）
- 母：那爾毛古娘（山部歌子女）[3]
- 妻：智仙姬（大伴咋女）
  - 兒子：藤原鎌足
- 生母不明
  - 兒子：中臣久多
  - 八子：中臣垂目

## 引用
1. ↑  《日本書紀·卷第廿三》：息長足日廣額天皇。渟中倉太珠敷天皇孫。彦人大兄皇子之子也。母曰糠手姫皇女。豊御食炊屋姫天皇廿九年。皇太子豊聰耳尊薨。而未立皇太子。以卅六年三月天皇崩。九月葬禮畢之。嗣位未定。當是時蘇我蝦夷臣爲大臣。獨欲定嗣位。顧畏群臣不從。則與阿倍麻呂臣議。而聚群臣饗於大臣家。食訖將散。大臣令阿倍臣語群臣曰。今天皇既崩無嗣。若急不計。畏有亂乎。今以詎王爲嗣。天皇臥病之日。詔田村皇子曰。天下大任。本非輙言。爾田村皇子愼以察之。不可緩。次詔山背大兄王日。汝獨莫誼讙。必從群言愼以勿違。則是天皇遺言焉。今誰爲天皇。時群臣黙之無答。亦問之。非答。強且問之。於是。大伴鯨連進曰。既從天皇遺命耳。更不可待羣言。阿倍臣則問曰。何謂也。開其意。對曰。天皇曷思歟。詔田村皇子。曰天下大任也不可緩。因此而言。皇位既定。誰人異言。時釆女臣摩禮志。高向臣宇摩。中臣連彌氣。難波吉士身刺。四臣曰。隨大伴連言更無異。
2. ↑  藤原鎌足可能自常陸国出身。
3. ↑  宝賀[1986: 712]